# Johan III van Monferrato
 Johan III Paleologo (?, 1362/1363 – Casale, 25 augustus 1381) was markgraaf van Monferrato van 1378 tot zijn dood. Hij was een zoon van markgraaf Johan II en diens tweede vrouw Isabella van Majorca. Na het kinderloos overlijden van zijn broer Otto III volgde hij deze op als markgraaf van Monferrato.
Johan stierf ongehuwd en werd opgevolgd door zijn broer Theodoor II.